# Bergström & Co
AB Bergström & Co var ett svenskt industriföretag i Gnesta, som tillverkade rengöringsmedel. Det grundades 1934 av Bonde Bergström (död 1981) och köptes av Svea-Nordic Gruppen AB, senare Rekal AB, 1974.
AB Bergström & Co hade ursprungligen sin verksamhet i Västervik och Stockholm, men flyttade i samband med att det expanderade till Gnesta 1950. Ralph Erskine engagerades då för att rita företagets nya fabriksanläggning och kontorsbyggnaden, vilka uppfördes 1950–1952.
Bergström & Co var först i Sverige med tillverkning av syntetiska tvätt- och rengöringsmedel i spraytorn. Detta var 6–7 meter i diameter och löpte genom den flera våningar höga fabriken. 
Företaget köptes 1974 av det för ändamålet bildade Svea-Nordic Gruppen AB.